# Joaquim Cabanes Suñer
Joaquim Cabanes Suñer (Tortosa, 1876-Cenia, 16 de agosto de 1936) fue un maestro de obras español. 
Fue maestro de obras municipal de Amposta, donde construyó las casas Cabanes (1911), Morales-Talarn (1915-1916) y Enric Ramon Requena (1920-1925).

Su obra más relevante es la casa Morales-Talarn (1915-1916), fruto de la unión de dos casas anteriores, con un cierto aire de palacete, con tres fachadas de revestimiento de almohadillado y una ornamentación de estilo historicista. La fachada principal, que hace esquina, presenta un balcón de motivos vegetales en el primer piso y una ventana con un busto de mujer en el segundo y está coronada por una espadaña con volutas.